# Anastásios Livierátos
Anastásios « Tásos » Livierátos (en grec moderne : Αναστάσιος "Τάσος" Λιβιεράτος), dit Siroco (Σιρόκο), né le 8 avril 1944, est un ancien pilote de rallyes grec, spécialiste du rallye de l'Acropole.

## Biographie
Sa carrière s'étale régulièrement de 1969 (sur Opel Kadett) à 1980 (sur Lancia Stratos HF).
En Championnat du monde des rallyes (WRC), il participe sept fois à son rallye national (l'Acropole) entre 1973 et 1980 (ainsi que trois fois précédemment entre 1970 et 1972 en Championnat international des marques (IMC)), terminant à cinq reprises dans les dix premiers, et deux fois deuxième (en 1975 -1er du Groupe 4- et 1976 sur Alpine-Renault A110 1800), avec Miltos Andriopoulos pour copilote attitré de 1969 à 1976.

## Palmarès

### Titres
- Sextuple Champion de Grèce des rallyes, en 1970, 1972, 1973, 1976 et 1977, le tout sur Alpine A110 (ainsi que Opel Kadett en 1970 et Datsun 160 J Violet en 1977), puis en 1978 (sur Lancia Stratos);

### Podium en WRC
- 2e du Rallye de l'Acropole en 1975 et 1976 (sur Alpine A110 1800);

### Podiums en ERC
- 2e du rallye de Chypre en 1973;
- 2e du rallye Halkidiki en 1978;
- 2e du rallye de Bulgarie en 1979;

### Victoires notables
- Rallye Halkidiki: 1976 et 1977.